# Karl Boda
Karl Boda (* 21. Mai 1889 in Frankfurt am Main; † 25. Februar 1942 in Heidelberg) war ein deutscher Astronom.

## Leben
Boda wurde am 21. Mai 1889 als Sohn des Zimmermanns Johann Anton Boda und dessen Ehefrau Margarete Boda geboren. Nach der Ausbildung in Dorf- und anschließend Mittelschule besuchte er zwei Jahre lang das Städelsche Kunstinstitut in Frankfurt und studierte dort Architektur. Er entschied sich allerdings sein Studium abzubrechen und holte sein Reifezeugnis 1909 nach, das ihm erlaubte seiner Leidenschaft für Astronomie, Mathematik und Physik nachzugehen.
Sein Studium der Astronomie in Frankfurt, Tübingen und München wurde durch den Kriegsdienst unterbrochen. 1919 schloss er sein Studium in Frankfurt mit der Promotion ab; Thema der Dissertation waren „Untersuchungen über die allgemeinen Jupiterstörungen des Planeten 170 Maria“.
Ab 1913 war Boda Mitarbeiter des Planeteninstitutes in Frankfurt. Von 1914 bis 1921 war er Assistant an ebendiesem Institut, musste seine Tätigkeit allerdings während des Ersten Weltkriegs unterbrechen. Ab 1921 arbeitete er am Taunusobservatorium, wechselte allerdings 1922 wieder an die Sternwarte des Physikalischen Vereins dessen Direktor Professor Martin Brendel (1862–1939) war.
Nachdem er schon längere Zeit Vorlesungen an der Johann Wolfgang Goethe-Universität Frankfurt am Main gehalten hatte, wurde er 1935 Dozent der Astronomie. Bereits ein Jahr später wurde er stellvertretender Leiter des Planeteninstituts und der Sternwarte. Da das Planeteninstitut 1939 an die Badische Landessternwarte verlegt wurde siedelte auch Boda nach Heidelberg über.
Boda arbeitete hauptsächlich auf dem Gebiet der Himmelsmechanik. Er entwickelte unter anderem neue Methoden zur Berechnung von Störung und Bahnverbesserungen von Himmelskörpern und wendete diese auch an. So konnte er die Bahnen zahlreicher Kleinplaneten genauer berechnen.
Neben diesen Arbeiten forschte er unter anderem auch zur Fluchtbewegung extragalaktischer Nebel und Meteorologie. Außerdem beobachtete er in der Sternwarte des Physikalischen Verein selbst verschiedenste astronomische Objekte und bot öffentliche Beobachtungen für Schulklassen, Gruppen und Einzelpersonen an der Sternwarte an.
Boda war verheiratet und hatte zwei Töchter und einen Sohn.
Der Asteroid (1487) Boda wurde nach Boda benannt.
Seine Grabplatte hat sich auf dem Neuen Friedhof Bockenheim in Frankfurt erhalten.

## Schriften (Auswahl)
- Über die Berechnung der rechtwinkligen heliozentrischen Koordinaten. In: Astronomische Nachrichten. 185. Band Nr. 4429 (1910), Sp. 207/208–209/210.

- Genäherte Jupiterstörungen für 108 Planeten der Hestiagruppe. In: Astronomische Nachrichten. 212. Band, Nr. 5078 (1920), Sp. 219/220–227/228.

- Untersuchungen über die allgemeinen Jupiterstörungen des Planeten 170 Maria. In: Astronomische Nachrichten. 212. Band, Nr. 5080/81 (1921), Sp. 305/306–335/336.

- Tafeln zur Berechnung allgemeiner Jupiterstörungen der Planeten deren mittlere Bewegung zwischen 844″ und 997″ liegt. In: Astronomische Nachrichten. 233. Band, Nr. 5584 (1928), Sp. 265/266267/268.

- Entwicklung der Störungsfunktion und ihrer Ableitungen in Reihen welche für beliebige Exzentrizitäten und Neigungen konvergieren. In: Astronomische Nachrichten. 243. Band, Nr. 5810/11 (1931), Sp. 17/18–41/42.

- Störungen von 287 Kleinen Planeten für die Zeit von 1932–1940. In: Astronomische Nachrichten. 249. Band, Nr. 5954/55 (1933), Sp. 17/18–49/50.